# No Man's Sky
No Man's Sky er et science-fiction-computerspil med first-person mode, der er sat i et ekstremt stort univers, der indeholder over 18 trillioner (1,8×1019) unikke planeter (18.446.744.073.709.551.616 planeter), visse inklusive tilsvarende unikke livsformer, og et eget periodisk system indeholdende såvel grundstoffer kendt fra den virkelige verden som fiktive grundstoffer. Spilleren vil i løbet af spillet få mulighed for frit at udforske de enkelte planeter samt at finde sig et rumskib og flydende lette og forlade planeten for at udforske det interstellare rum eller finde nye planeter at udforske.
Spillet kan spilles på Playstation 4, PlayStation 5, PSVR2 og PC. Det udkom d. 9. august 2016 i USA og d. 10. august 2016 i Europa. Spillet bliver udviklet af Hello Games, som også har udviklet spillet Joe Danger.